# シケリア戦争
シケリア戦争（シケリアせんそう）、またはギリシア・カルタゴ戦争は、紀元前580年から紀元前265年の間にかけて、シケリア（現在のシチリア）と西地中海の覇権をめぐって継続的に戦われた、カルタゴと古代ギリシアの都市国家間の戦争。
カルタゴの経済的成功は、ほとんどの交易を海路に依存していたため、海賊や競合都市からの脅威に対抗する必要があり、結果として強力な海軍が設立された。カルタゴを建国したのは海洋民族であるフェニキア人であり、その海軍の強みと経験を受け継いでいたが、カルタゴ人は他国の支援に期待するのではなく、自身の海軍をより強大なものとした。カルタゴ海軍の増強と覇権の拡大は、地中海中央部を制覇していたギリシアとの紛争をもたらした。
ギリシア人もまた航海術にたけており、地中海全域に殖民都市を建設していた。二つの競合勢力は、カルタゴに近いシケリアで衝突した。双方ともに、古くからシケリアという大きな島に魅了されており、海岸沿いに多くの殖民都市や交易拠点を建設していた。両者の間には数世紀にわたって、戦いが繰り返された。
シケリアの最大勢力はシュラクサイであった。シュラクサイの僭主達は、自軍の戦力が充実してくると、シケリア全土の支配を目指してシケリア西部のカルタゴ領への侵攻を試みた。これに対してカルタゴは本国から大軍を送り込んで反撃するというのが典型的なパターンであった。カルタゴはシュラクサイを四回包囲したが、シュラクサイは強固に防御された要塞都市であり、陥落させることは出来なかった。結局、両勢力ともにシケリアを完全に支配することはできず、西側がカルタゴ、東側がシュラクサイを中心としたギリシア都市、という状況で第一次ポエニ戦争に突入した。敗れたカルタゴはシケリアを放棄し、シケリア全体が共和政ローマの属州となった。シュラクサイのみは独立を維持したが、第二次ポエニ戦争ではローマに敗れ、属州に組み込まれた。
第三次ポエニ戦争の敗北により、紀元前146年にカルタゴ本国は共和政ローマに完全に破壊され、その図書館にあったカルタゴ側の記録は散逸した。よってこの戦争に関するカルタゴ側の記録は残っておらず、シケリア戦争に関して現在の人間が知ることが出来るのは、ギリシアの歴史家の記録に基づくものである。

## 背景

紀元前11世紀ころのシチリアにおける、エリミ人、シカニ人、シケル人の居住区域

紀元前11世紀頃には、シケリアに西部にはエリミ人（エリモイ人、エリュミア人）、中央部にはシカニ人（シカノス人）、東部にはシケル人（シケロイ人）が先住していた。シケリアの名称はシケル人に由来するものである。
紀元前900年頃からフェニキア人はシケリア全体の海岸沿いに交易拠点の建設を始めていたが、内陸部に進出することはなく、シケリア先住民と交易を行っていた。紀元前750年頃からギリシャ人が殖民都市を建設し始めると、フェニキア人は島の西側のモティア（現在のマルサーラ近郊のサン・パンタレオ島）、パノルムス（現在のパレルモ）およびソルス（現在のサンタ・フラーヴィアのソルントゥム遺跡）に後退した。これらのフェニキア人の都市は、紀元前540年以降にカルタゴの覇権がシケリアに及ぶまで、独立を維持していた。

### カルタゴの覇権
カルタゴの覇権は、フェニキア勢力圏に対するギリシアの侵略に対する抵抗の一環として確立された。初期（紀元前750年から紀元前650年頃）にはフェニキア人はギリシア殖民都市に抵抗していなかったが、紀元前638年以降にイベリア半島にまで殖民都市が建設されると、カルタゴが中心となってフェニキア人はギリシアへの抵抗を開始した。紀元前600年頃にマッシリア（現在のマルセイユ）沖で発生した海戦がフェニキア人とギリシア人の最初の軍事衝突であり、ギリシア側が勝利した。紀元前6世紀を通じて、マゴ家の指導の下にカルタゴは西地中海の商業を独占する帝国を建設した。シケリアのフェニキア人とエリミ人は連合し、紀元前580年に現在のマルサーラ近くでセリヌス（現在のマリネラ・ディ・セリヌンテ）およびロドス島のギリシア連合軍に勝利した。これがシケリアにおける両者の最初の戦闘の記録である。次のギリシアのシケリア侵略は70年後に発生する。

### マグナ・グラエキア

マグナ・グラエキアのギリシア人殖民都市

シケリアおよび南イタリアのギリシャ植民地は、マグナ・グラエキアと呼ばれるようになる。この地域に住むギリシア人は、本国と同じように振る舞い、周辺の先住民族の犠牲の元に、その政治的・商業的勢力圏を拡大していたが、一方でギリシア本土でのイオニア人とドーリア人の反目はそのまま持ち込まれていた。シケリアにおいては、イオニア人（シケリア北部・東部に入植）はシケリア先住民およびフェニキア人に対して友好的であったが、ドーリア人の殖民都市（シケリア南部に入植）は攻撃的で、海岸から内陸部にまで勢力を拡大し、先住民を圧迫していた。このためギリシア人殖民都市間、およびギリシア人と先住民の間に衝突が発生したが、殆どは限定された地域に留まった。他方、先住民同士、ギリシア人とフェニキア人の間の交易も盛んとなり、ギリシア殖民都市は繁栄した。この繁栄の中、いくつかのギリシア殖民都市は、その勢力圏の再拡大を試み、これがシケリア戦争を引き起こした。

#### カルタゴ紛争に加わる
紀元前540年頃、カルタゴ王マルケス（Malchus、セム語で王を意味する）は「全シケリアを占領し」略奪品をレバノンのティルスに送ったと言われるが、おそらくはフェニキア人殖民都市であるモティア、パノルムスおよびソルスがカルタゴの支配下となったことを意味すると思われる。この間にもフェニキア人都市に近いセリヌスおよびヒメラ（現在のテルミニ・イメレーゼの東12キロメートル）は拡大を続けて要り、カルタゴとギリシア都市が全面対決していなかったことを示唆している。
このおよそ30年後、スパルタの王子ドリエウスは、3年にわたり北アフリカに殖民都市を建設するという努力を続けていたが、結局はカルタゴに阻止された。一旦スパルタに戻った後の紀元前511年、ドリエウスはエリュクス（現在のエリーチェ）近くに殖民都市を建設するためにシケリアに上陸した。対するカルタゴはエリミ人都市であるセゲスタを支援して紀元前510年にドリエウスの遠征軍を撃破した。ギリシアの残存兵はその後ヘラクレア（現在のカットーリカ・エラクレーア）を建設した。その後年代は不明だがシケリアのギリシア人（おそらくアクラガス（現在のアグリジェント）、ゲラ（現在のジェーラ）およびセリヌス）は復讐のためカルタゴ軍と戦い、ミノアは破壊されたがギリシアにも利益をもたらす条約が結ばれた。ドリエウスの死に対する復讐というアピールは、弟であるレオニダス（後にスパルタ王となりペルシャ戦争におけるテルモピュライの戦いで戦死）も含めて本土のギリシア人には無視された。このエピソードは、シケリアのギリシア殖民都市のみでカルタゴに立ち向かっても勝利は困難であること、であるにもかかわらずギリシア本土からの援軍は不確実なことを示し、ギリシア殖民都市はより強力な指導者を求め、僭主が生まれるきっかけとなった。

### シケリア都市国家の僭主
西シケリアでの紛争が終了しカルタゴがサルディニアに集中している間、シケリアのほとんどのギリシア人都市国家は僭主によって統治されていた。紀元前505年から紀元前480年にかけてゲラ、アクラガス、レギオン（現在のレッジョ・ディ・カラブリア）の僭主達は、周辺先住民族を犠牲にしつつ、その支配地域を拡大しており、ドーリア人の都市であるゲラが最も成功を収めていた。

#### ドーリア人、シケリアで優勢となる
ゲラの僭主であるクレアンデル（在位紀元前505年-紀元前498年）およびその弟のヒポクラテス（在位紀元前498年-紀元前491年）は、イオニア人およびドーリア人双方の領域を制し、紀元前490年までにザンクル（現在のメッシーナ）、レオンティノイ（現在のレンティーニ）、カタナ（現在のカターニア）、ナクソス（現在のジャルディーニ＝ナクソス）はゲラの支配に下った。例外はカマリナ（現在のラグーザ県ヴィットーリアのスコグリッティ地区）のみであった。ヒポクラテスの後継者となったゲロンは、紀元前485年にシュラクサイ（現在のシラクサ）を占領し、そこを首都とした。ゲロンは民族浄化、住民の国外追放、奴隷化を行い、占領したかつてのイオニア人の都市をドーリア人の都市とし、シケリアでの覇権を握った。他方、アクラガスはテロン（在位紀元前488年-紀元前472年）が僭主の時代に、シカニ人とシケル人の土地に進出した。アクラガスとシュラクサイの衝突を未然に防ぐため、テロンとゲロンは互いに婚姻関係を結び、シケル人とイオニア人殖民都市に対抗した。このため、シケリアにおける資源と人的資源の多くは、この二人の攻撃的な僭主に握られることなり、シケリアの他の勢力は脅かされることとなった。

#### イオニア人、カルタゴに助けを求める
このドーリア人の動きに対応して、レギオンのアナクシラスは、紀元前490年にヒメラ（現在のテルミニ・イメレーゼ）の僭主であるテリルスと同盟を結び、彼の娘と結婚した。ヒメラとレギオンは続いてカルタゴと同盟を結んだ。ドーリア人の都市であり、テロンの勢力範囲に隣接するセリヌスもまた、カルタゴと同盟を結んだ - おそらくはテロンへの恐れと、母都市であるメガラ・ヒュブラエア（現在のシラクーザ県アウグスタ）が紀元前483年にゲロンに破壊されたためと思われる。このため、紀元前483年にはシケリアには3つの勢力が並立していたこととなる - イオニア人は北部を、カルタゴが西部を、ドーリア人が東部と南部を支配していた。先住民であるシケル人とシカニ人はその間に挟まれて受動的に動いていたが、エリミ人はカルタゴと同盟を結んだ。

## 第一次シケリア戦争（紀元前480年）
紀元前483年にテロンがヒメラの僭主テリルスを追放した。ゲロンとテロンの同盟は、全シケリアを制覇しかねないため、カルタゴはこれを無視することはできなかった。またテリルスはレギオンのアナクシラスを頼ったが、アナクシラスとカルタゴ王ハミルカル1世は賓客関係にあった。このため、紀元前480年にカルタゴはシケリアへ遠征軍を派遣した。
カルタゴの決断は、アケメネス朝ペルシアのクセルクセス1世がギリシア本土を攻撃したことも影響していると思われる。フェニキアはペルシアの属国となっていたが、カルタゴとペルシアの間に同盟関係があったかは議論の対象となっている。カルタゴは大きな理由なくして自身の戦争に外国勢力が介入することも、外国の戦争に介入することも好まなかったからである。しかし、シケリアの支配権を得ることは十分な価値があった。カルタゴは戦争を望み、ハミルカルの下、カルタゴ史上最大の軍隊が編成された。従来カルタゴ軍の兵力は300,000とされていたが、実際にはこの数字は疑わしく、現実には50,000から100,000程度であったと思われる。もしカルタゴがペルシアと同盟していたとすれば、ペルシアはカルタゴに傭兵部隊を提供したと思われるが、しかしそれを裏付ける証拠はない。
シケリアへの航海途中、おそらくは荒天のためにカルタゴは多くの艦船を失ってしまった。パノムルス（カルタゴではジズと呼んでいた）に上陸した後、ハミルカルは第一次ヒメラの戦いでゲロンに敗北した。この戦いはサラミスの海戦と同日に発生したとされている。
ハミルカルは戦死したか、敗北の責任をとって自決した。この敗北はカルタゴの政治的・経済的形勢を変えた。それまでの支配層であった富裕貴族の力が低下し、共和政が導入された。王政は維持されたが（名目上は紀元前308年まで王政が続いた）、その権力は極めて限定され、元老院が権力を握った。カルタゴはギリシアに2,000タレントの賠償金を支払い、以降の70年間シケリアに介入しなかった。
但し、この敗北にもかかわらず、カルタゴはシケリア西部の領土を失わず、ギリシア側も領土の拡大はできなかった。ゲロンはカルタゴの同盟都市であるレギオンとセリヌスを攻撃しなかった。戦利品からの利益はシケリアにおける公共建物の建設に使われ、結果としてギリシア文化が広がった。交易によりギリシア殖民都市は繁栄し、アクラガスの富はシバリス（en、イタリア半島の有力なギリシア殖民都市）に匹敵するものとなった。紀元前478年にゲロンが死亡すると、続く20年間の間に各都市は僭主制を停止し、シュラクサイ・アクラガス同盟は寡頭制・民主制を採用する11の反目する連合体に分裂した。これらの都市間の紛争と一部都市の拡張主義が、第二次シケリア戦争の原因となった。

## 第二次シケリア戦争（紀元前410年 - 紀元前340年）

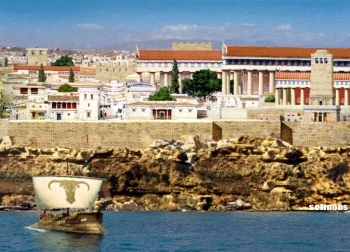
セリヌスのアクロポリス。セリヌスは紀元前409年にカルタゴに破壊された

70年にわたりシケリアのギリシア殖民都市が反目と繁栄を続ける一方、カルタゴは現在のチュニジアの北半分にあたる肥沃な土地を征服し、北アフリカにレプティス、オエア（en、現在のトリポリ）と言った新しい植民都市を建設していた。またマゴ・バルカはサハラ砂漠を横断してキレナイカに到達し、航海者ハンノはアフリカの西岸を探検した。しかしイベリアの植民都市は先住民と協力してカルタゴから離反し、イベリアからの銀と銅の供給が絶たれてしまった。

### カルタゴ軍第一回・第二回遠征（紀元前410年-紀元前409年）：ハンニバル1世対セリヌス・ヒメラ
シケリアでは、ドーリア人都市のセリヌスとエリミ人都市のセゲスタが再び争っていた。セリヌスはセゲスタの土地に進入し、紀元前416年にセゲスタに勝利した。カルタゴは救援要請を拒絶したが、アテナイはセゲスタ救援のため遠征軍を派遣した。しかし紀元前413年にシケリア・スパルタ連合軍に敗北する（シケリア遠征。敗北したアテナイはペロポネソス戦争にも敗北する）。セリヌスは紀元前411年に再びセゲスタに勝利する。このときにセゲスタはカルタゴに従属することを求めてきた。ここに至ってカルタゴはハンニバル・マゴ（ハンニバル1世）が率いる救援軍を派遣し、紀元前410年にセリヌスに勝利した。カルタゴは、より大きな軍を編成する一方、外交的解決を求めた。
カルタゴ、セゲスタ、セリヌスおよびシュラクサイの間で何回かの交渉が行われたが、セゲスタとセリヌスの和解は失敗した。このため、ハンニバル・マゴは前回より大きな軍を率いてシケリアへ向かった。シュラクサイからの援軍があったにもかかわらず、紀元前409年春にカルタゴはセリヌス包囲戦に勝利しセリヌスを破壊し、続いて第二次ヒメラの戦いにも勝利してヒメラを破壊した。しかし、カルタゴ軍はアクラガスとシュラクサイは攻撃せず、戦利品とともにカルタゴに凱旋した。

### カルタゴ軍第三回遠征（紀元前406年-紀元前405年）：ハンニバル1世・ヒミルコ2世対ディオニュシオス1世
他方、シケリアで最も強大な都市国家であるシュラクサイとアクラガスはカルタゴに対する積極策をとらなかった。しかしこの政策に反対したシュラクサイの元将軍ヘルモクラテスは、私的に小さな軍を組織してセリヌスのアクロポリスを再建し、そこを根拠地としてカルタゴ領に襲撃を行った。その後ヘルモクラテスはモティアとパノルムスに勝利したが、シュラクサイに戻ろうとして阻止され戦死した。この活動の報復として、紀元前406年にハンニバル・マゴは三度目のシケリア遠征を実施した。
しかしながら、この遠征ではカルタゴ軍は激しい抵抗に会い、また不運も重なった。アクラガス包囲戦において、カルタゴ軍にはペストが蔓延し、ハンニバル・マゴ自身も病死してしまった。後任となったヒミルコ2世はアクラガスを占領・破壊した。続いてゲラを占領（ゲラの戦い）、カマリナを破壊し（カマリナ略奪）、シュラクサイの新しい僭主であるディオニュシオス1世に連続して勝利した。しかし、伝染病が再びカルタゴ軍を襲い、ヒミルコはカルタゴ占領地を引き続きカルタゴの支配下に置くという条件の下、ディオニュシオスと講和した。この時点がシケリアにおけるカルタゴ勢力の絶頂期であり、シケリアのおよそ2/3がカルタゴの支配化下におかれた。

### カルタゴ軍第四回遠征（紀元前398年-紀元前396年）：ヒミルコ2世対ディオニュシオス1世

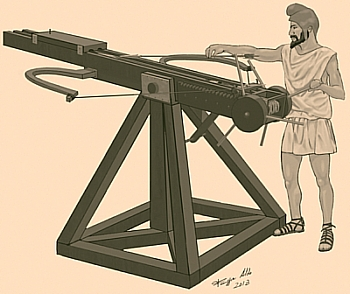
モティア包囲戦で使われたカタパルト

ディオニュシオスは勢力を再建していたが、紀元前398年に平和条約を破り、モティア包囲戦を開始、これを占領し、セゲスタも包囲した。ヒミルコは翌年に大規模な遠征軍を派遣し、モティアを奪回し、前回とは異なりシケリア北岸を進軍してメッセネ（紀元前5世紀の初めにザンクルから改名、現在のメッシーナ）も占領した（メッセネの戦い）。その後カルタゴ軍はシュラクサイに向かうが、カタナ沖の海戦でもシュラクサイ軍に大勝し、続いて第一次シュラクサイ包囲戦を開始した。紀元前397年中はカルタゴ軍が優勢であったが、紀元前396年に再びペストが蔓延し、結果カルタゴ軍は崩壊した。この敗北で新たに占領した地域を失ってしまったが、シケリア西部とエリミ人地域は確保した。講和条約は結ばれなかった。カルタゴに戻ったヒミルコは自決した。

### カルタゴ軍第五回遠征（紀元前393年-紀元前392年）：マゴ2世対ディオニュシオス1世
ディオニュシオスは再び軍を再建し、紀元前396年にソルスを破壊した。紀元前396年から393年にかけてはタウロメニオン包囲戦を含み、シケリア東部で活動した。この間、カルタゴはアフリカでの反乱鎮圧に忙殺されていた。紀元前393年、ヒミルコの後継者となったマゴ2世は、シケリアに残留していた手持ちの兵力だけでメッセネに向かったが、途中アバカエヌムの戦いでディオニュシオスに敗北した。カルタゴ本国からの増援を受け、マゴはシケリア中央部に対する遠征を開始したが、紀元前392年のクリサス川の戦いで両軍はこう着状態に陥った。このため、おおむね現状の勢力圏を認める講和条約が結ばれた。

### カルタゴ軍第六回遠征（紀元前378年-紀元前376年）：マゴ2世・マゴ3世対ディオニュシオス1世
紀元前383年、ディオニュシオスは再び敵対行動を開始した。マゴはタラス（現在のターラント）を盟主とするイタリア半島のギリシア都市と同盟を結び、ブルティウム（現在のカラブリア州）に軍を上陸させた。このため、シュラクサイは二正面作戦を余儀なくされた。最初の4年間の詳細は不明であるが、紀元前378年にディオニュシオスはカバラの戦いでマゴに勝利した。カルタゴはアフリカとサルディニアでの反乱にも苦しんでおり、講和を考慮せざるを得なかった。しかしディオニュシオスはカルタゴがシケリア全土から撤退することを求めたため講和は決裂し、マゴ3世（マゴ2世の息子）は紀元前376年にクロニウム山の戦いでシュラクサイ軍に大勝した。その後に講和条約が結ばれたが、ディオニュシオスは1,000タレントの賠償金を支払い、カルタゴはシケリア西部の支配を維持することとなった。

### カルタゴ軍第七回遠征（紀元前368年-紀元前367年）：ハンノ対ディオニュシオス1世
ディオニュシオスは紀元前368年にまたもカルタゴ領を攻撃し、シケリア西端のリルバイオン（現在のマルサーラ）を包囲した（リルバイオン包囲戦）。しかし、ハンノ率いるカルタゴ艦隊の奇襲によりシュラクサイ海軍が敗北したため撤退し、紀元前367年にディオニュシオスは死亡した。その後22年間、カルタゴとシュラクサイの平和が保たれた。シュラクサイのディオンがカルタゴとの講和交渉を行い、カルタゴはハルキアス川とヒメラス川以西の勢力を維持することとなった。

### カルタゴ軍第八回遠征（紀元前345年-紀元前343年）：ヒケタス・ハンノ・マゴ3世対ディオニュシオス2世・ティモレオン
紀元前345年、シュラクサイに内紛が発生し、レオンティノイの僭主ヒケタスはディオニュシオス2世のシュラクサイを攻撃した。ヒケタスはカルタゴとコリントスに援軍を求めたが、コリントスへの援軍依頼は欺瞞であった。これに怒ったコリントスはティモレオン率いる軍を派遣した。ティモレオンのコリントス軍は少数であったが、アドラノンでヒケタスに勝利した。カルタゴはハンノを司令官とする大軍を派遣し、途中でマゴに交代した。ヒケタスとマゴはシュラクサイを包囲していたが、補給路を断つためにカタナに向かった隙に、出撃したコリントス軍に包囲軍が敗退した。この後マゴは積極的な行動を行わずに撤退した。最終的にティモレオンはシュラクサイを奪取して僭主政を廃止し、民主政を復活させた（第二次シュラクサイ包囲戦）。ディオニュシオス2世はコリントスに亡命した。カルタゴに戻ったマゴは自決した。

### カルタゴ軍第九回遠征（紀元前343年）：ハスドルバル・ハミルカル対ティモレオン
紀元前343年、ティモレオンはシケリアのカルタゴ領に対する攻撃を開始した。カルタゴはハスドルバルとハミルカルが率いる大軍をシケリアに派遣したが、紀元前339年にクリミスス川の戦いで大敗した。その後の講和条約でカルタゴ勢力圏はハルキアス川以西とされた。

## 第三次シケリア戦争 （紀元前315年 - 紀元前307年）

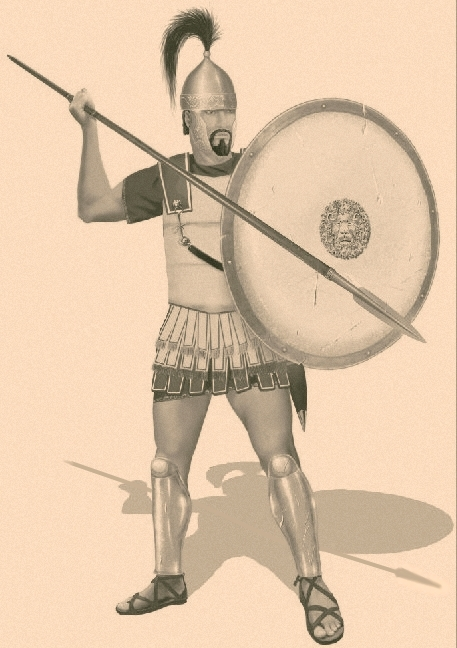
カルタゴの重装歩兵（紀元前4世紀）

紀元前315年、シュラクサイの僭主アガトクレスは戦略的に重要な都市であるメッセネを奪取した。紀元前311年、アガトクレスはシケリアのカルタゴ勢力圏へ侵攻し、講和条約は破られた。アガトクレスがアクラガスを包囲すると、カルタゴの将軍ハミルカルはこれに反撃した。ハミルカルは紀元前311年にヒメラ川の戦いでアガトクレスに勝利し、シュラクサイに撤退させた。ハミルカルはシケリアの他の部分を支配し、シュラクサイを海陸から包囲した（第三次シュラクサイ包囲戦）。
この絶望的な状況の中、アガトクレスは封鎖を突破して14,000の兵を率いてアフリカに上陸し、カルタゴ本土を攻撃することによって危機を打開しようとした。本土のカルタゴ軍は経験不測で、少数のシュラクサイ軍でも対抗可能と考えたためである。紀元前310年、両軍はまずカルタゴ郊外の第一次白チュニスの戦いで激突した。ハンノとボミルカルに率いられたカルタゴ軍は敗北した。アガトクレスは強固な城壁で防御されたカルタゴの攻略は行わず、周辺の都市を攻略・略奪して勢力を拡大した。紀元前307年に敗北するまで、アガトクレスはアフリカに留まった。アガトクレスはシケリアに戻り、カルタゴとの講和を開始したが、メッセネの損失と軍の多くを失ったにもかかわらず、シュラクサイはシケリアで最大の勢力であり続けることができた。

## その後
アガトクレスに講和を強要した後、シケリアではしばらくは平和な時期が続いたが、シュラクサイの内紛で国力が低下した紀元前278年、カルタゴはシュラクサイを包囲した。シュラクサイはエピロス王ピュロスに救援を求めた。ピュロスが到着すると、カルタゴ軍は戦闘を避けて撤退した。これがカルタゴによる最後のシュラクサイ攻撃であった（第四次シュラクサイ包囲戦）。ピュロスはシケリアに上陸すると、パノルムス、エリュクス、イアティアスを占領したが、カルタゴの最後の拠点であるリルバイウムの攻略には失敗した。ピュロスの専制的な振る舞いのため、シケリアのギリシア人はピュロスに対して敵対的となり、いくつかの都市はカルタゴやメッセネを強奪していた傭兵部隊であるマメルティニと同盟した。ピュロスは紀元前275年にイタリアに引き上げた。シュラクサイの僭主ヒエロン2世はマメルティニと対立し、紀元前265年にマメルティニはカルタゴとローマの双方に救援を求めた。これが第一次ポエニ戦争の原因となる。一般的にはそうは認識されていないが、これらの二つの戦争はシケリア戦争の最後の段階と見ることも出来る。
ローマはシケリアの近くに位置していたにもかかわらず、紀元前5世紀と4世紀の間シケリアに介入しなかったが、これは紀元前5世紀にはエトルリア人と戦っており、紀元前4世紀にはイタリア半島内での征服戦争を行っていたためである。また、当時のローマは有力な海軍を持っていなかった。紀元前264年、ローマはシケリアに遠征しヒエロン2世にローマとの同盟を強制した。ローマは第一次ポエニ戦争に勝利し、シュラクサイを除くシケリア全体をローマの属領とした（シキリア属州）。しかしシュラクサイは第二次ポエニ戦争でローマに敵対し、紀元前212年にシュラクサイは陥落（シュラクサイ包囲戦）、シケリアは完全にローマの属州となった。